# Napoleonov samovar
Napoleonov samovar je drama Radoslava Murnika. Prva različica je iz leta 1897, druga pa iz leta 1898.

## Obnova

### I. varianta - osebe
- Ivan Drenovec, premožen zasebnik.
- Ljudmila, njegova hči.
- Vladimir Vernik, notar.
- Dr. Bogdan Planinšek, adjunkt.
- Nace Veselica, davkar v pokoju.
- Amalija, njegova žena.
- Balant Kopriva, trgovec.
- Tone Lipovec, mizar.
- Potepuh.
- Tržani.

Drenovec spet ljubeče preureja svojo zbirko starin, ko ga obišče Kopriva in zasnubi Ljudmilo. Drenovec mu obljubi, misleč, da živo in otročje dekle rabi zrelega in preudarnega moža. Ko Ljudmila zve za to, jo najprej popade smeh, nato plane v jok, nazadnje pa se togotno zaroti, da ne bo nikdar žena možu, ki bi lahko bil stric njenega deda! Vtem prideta notar in adjunkt, prosita za včlanitev v Društvo za starine, ki mu je Drenovec predsednik, in na vso moč občudujeta Drenovčevo zbirko; vse to pa je bil le manever, ki naj bi adjunktu ugladil pot, saj se izkaze, da se z Ljudmilo kar dobro poznata. Dekle ljubemu pove o Koprivovi snubitvi in on se takoj loti načrta, ki naj bi Drenovca omehčal - razodene mu, da poseduje Napoleonov samovar. Drenovec, ki si že dolgo želi svojo zbirko izpopolniti s kako Napoleonovo stvarjo, je ves iz sebe...

### II., varianta - osebe
- Ivan Drenovec, bogat zasebnik.
- Ljudmila, njegova hči.
- Zlatoust Otrobar, meščan.
- Ambrozija, njegova žena.
- Peter Neroda, trgovec.
- Vladimir Vernik, sodni adjunkt.
- Juri Jesihar, meščan.

Vernik obišče Drenovca in ga prosi za včlanitev v Društvo za starine, rad bi se staremu prikupil, saj se z Ljudmilo ljubita. A stari je nezaupljiv in nagle jeze, Verniku pokaže vrata. Pride Neroda in Ljudmilo zasnubi (dogajanje je isto kot v 1. in 2. prizoru I - igrane - variante). Ob odhodu Neroda pove, da pozna gospoda, ki poseduje Napoleonov samovar, ta srečnež pa je prav Vernik. Drenovec se tolče po glavi, da je s svojo grobostjo zapravil tako priložnost, dokler Neroda ne obljubi, da bo Vernika potolažil in ga pripravil do ponovnega obiska. Ko Drenovec čaka na sejo društva, pridrvi Ambrozija, iščoč svojega zapitega moža; Drenovca ozmerja z zapeljivcem, seje Društva so le izgovor za pijančevanje, in malo manjka, pa bi Vernik, ki se je Nerodi brž pustil prepričati, dobil z dežnikom po glavi, kar je besna Ambrozija namenila svojemu možu. Drenovec ljubeznivo razkaže Verniku svojo zbirko in ga sprejme v Društvo, adjunkt pa obljubi, da bo znameniti samovar prinesel na sejo. - Ambrozijini očitki glede sej so točni, Otrobar in Jesihar se vneto nalivata in neusmiljeno blebetata, da jima mora predsednik vzeti besedo. V takih okoliščinah Verniku ni težko "dokazati" pristnosti samovarja. Ko vsi kličejo Živijo in Slava!, vdre na sejo Ambrozija, izpise moža iz društva in mu ukaže domov, izpise pa se tudi užaljeni Jesihar. Vernik zagrabi priložnost: užaloščenemu predsedniku podari samovar in zaprosi za Ljudmilino roko. To pa spravi pokonci Nerodo: Kaj? Za ta zanikrni samovar, ki ga je imel bogve kdo, le Napoleon ne! Drenovec je smrtno užaljen, prijateljstva z Nerodo je konec, niti misliti ni, da bi dvomljivec lahko postal njegov zet! Neroda se besen izpiše iz društva in odvihra, mlada dva pa očeta zaprosita, naj privoli v ustanovitev njunega društva, kateremu naj bo sam častni član. Oče prošnji dobre volje ugodi.